# Steinzeug

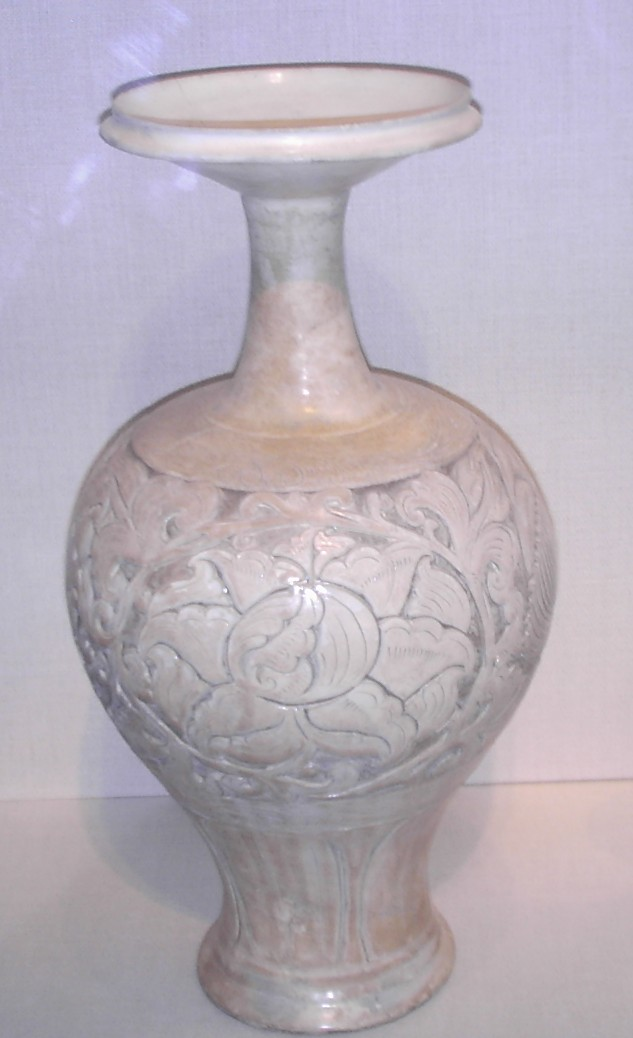
Chinesische Steinzeugvase aus der Song-Dynastie, 11. Jh.

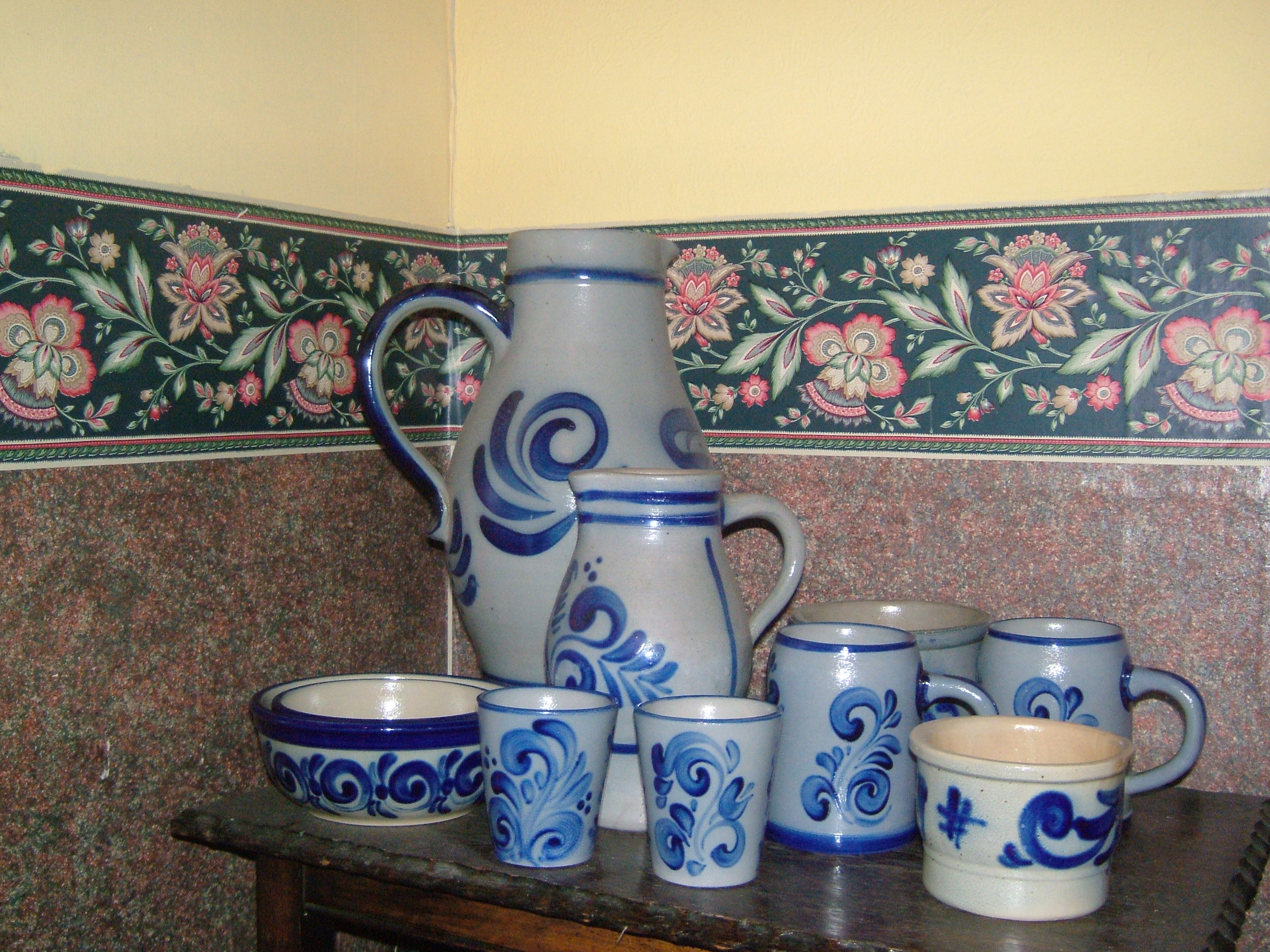
Salzglasiertes Steinzeug aus dem Westerwald

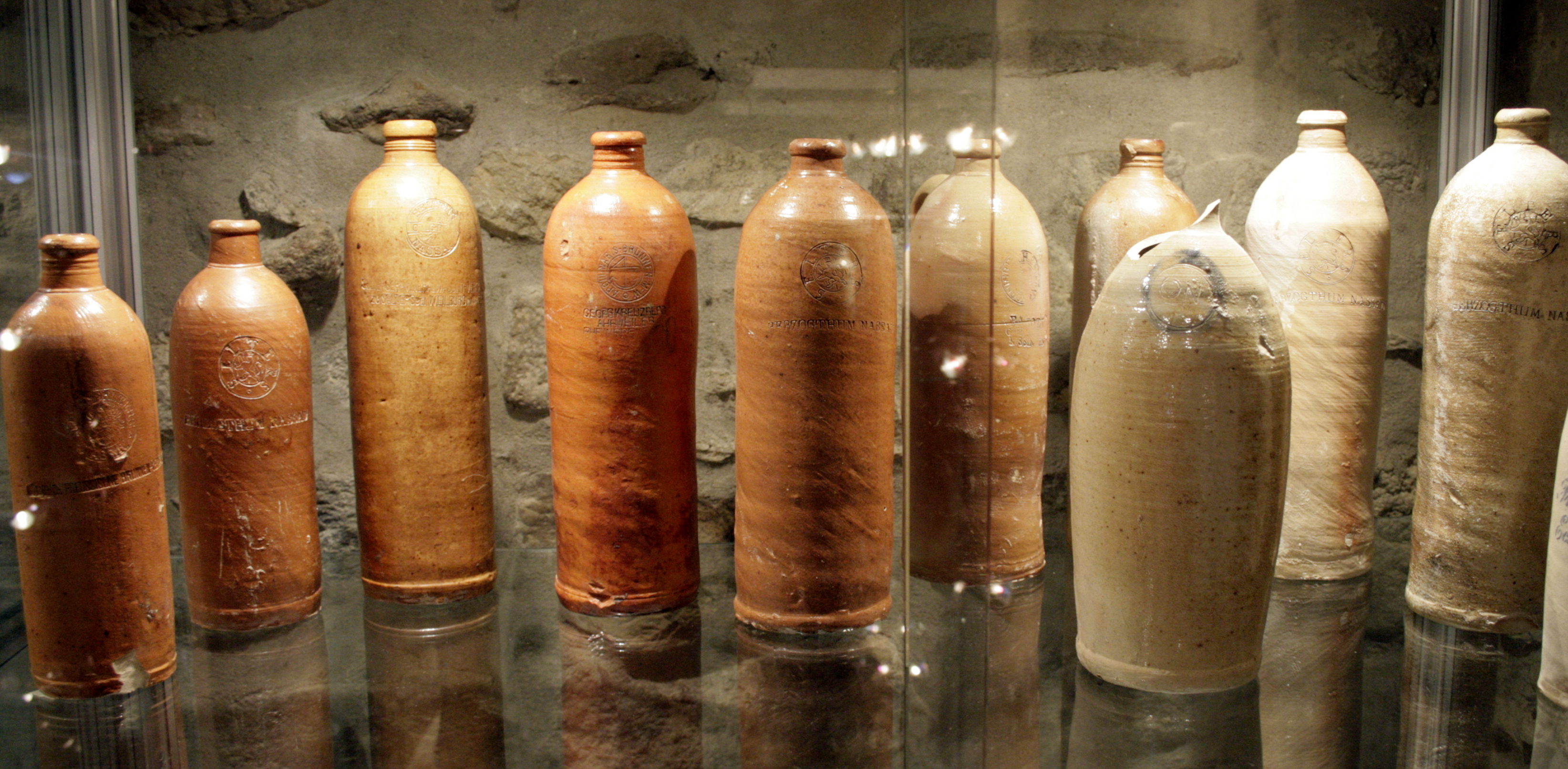
Mineralwasserkrüge aus Steinzeug, Massenware des 19. Jahrhunderts. Turmmuseum Mengerskirchen.

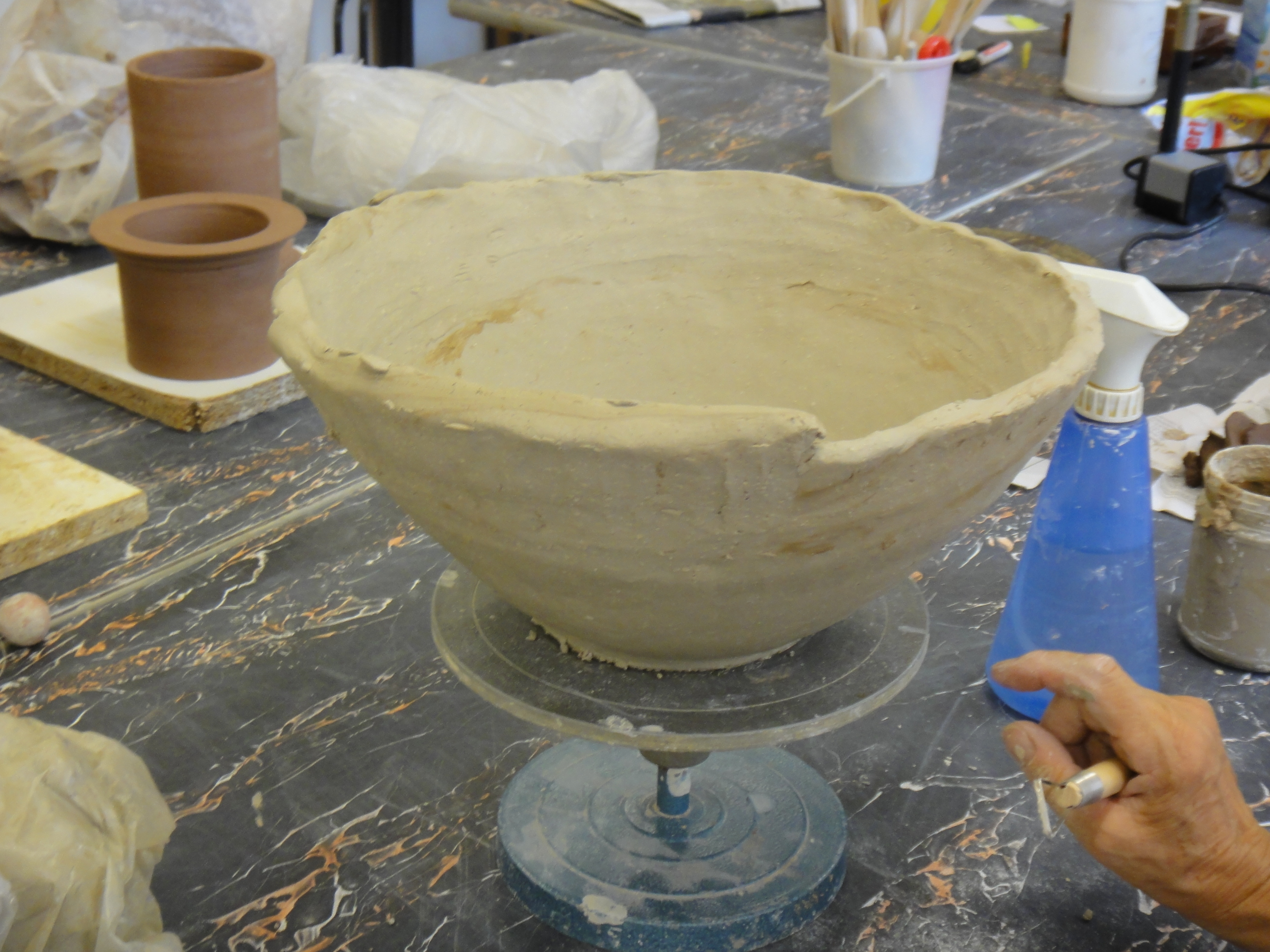
Herstellung einer Schale aus Steinzeugmasse, grob schamottiert, in Wulsttechnik

Steinzeug ist die Bezeichnung für keramische Massen der Klasse Sinterzeug, dessen Scherben beim Brand dicht brennt, also beim Sintern so weit verglast, dass es wasserdicht ist. Es ist nicht durchscheinend und wird sprachlich oft mit Steingut, das zur Klasse Irdengut gehört und nicht wasserdicht ist, aufgrund des gemeinsamen Bestimmungsworts Stein verwechselt.
| Keramik | Klasse: Sinterzeug | Unterklasse: Steinzeug | - Grobsteinzeug - Feinsteinzeug |

## Herstellung
Steinzeug gehört neben Porzellan zur Klasse Sinterzeug. Beiden Erzeugnissen ist gemeinsam, dass als Ausgangsmaterial Tonerden mit hoher Reinheit und hohem Aluminiumoxidanteil dienen. Aufgrund nahezu fehlender Eisenoxidanteile bleibt Porzellan auch nach dem Brand weiß und bei dünnem Scherben durchscheinend.
Die notwendige Brenntemperatur hängt von der Zusammensetzung der Masse, des Grünkörpers, ab und liegt in der Regel bei 1200 bis 1300 °C.
Der vorwiegend graue Scherben entsteht durch eine reduzierende Brennatmosphäre. Steinzeug ist auch ohne Glasur wasserundurchlässig, hat aber eine raue Oberfläche. Ohne Glasur kann man es wie Stein schleifen, schneiden und polieren. Ein bekanntes frühes Beispiel dafür ist Böttgersteinzeug.
Ein technisch einfacherer Vorgang der Oberflächenglättung ist die Aufbringung von Glasuren. Diese können bei Steinzeug durch Einbringen von Kochsalz in einer späten Phase des Brennprozesses erzeugt werden. Das enthaltene Natrium erzeugt an der Oberfläche eine Schicht von Natrium-Aluminium-Silikaten, die bei den Ofentemperaturen schmilzt. Für kunsthandwerkliche Zwecke können den Glasuren auch Metallsalze von Kobalt, Mangan oder Eisen hinzugefügt sowie mehrere Brennschritte kombiniert werden.
Der für technische Anwendungen wesentliche Parameter Festigkeit wird neben dem Material von der thermischen Prozessführung des Sinterns bestimmt. Dazu gehört auch die schnelle Absenkung der Materialtemperatur zum Ende des Brennvorganges (Sturzkühlung), mit dem Gefügestrukturen eingefroren werden und unerwünschte Kristallisationsvorgänge unterdrückt werden. Demgegenüber kann durch gezieltes Halten bestimmter Temperaturen und Einstellung von Redoxatmosphären die Oberfläche durch Glasuren gestaltet werden.

## Verwendung
Steinzeug ist aufgrund des hohen Energieeinsatzes und der besonderen Rohstoffe teuer. Deshalb war sein Einsatz entweder an Luxusbedürfnissen oder an seinen besonderen Materialeigenschaften orientiert. Die Erzeugung war nur durch Kombination mehrerer technischer Wissensbereiche möglich. Der hohe Endpreis ermöglichte aber gleichzeitig in allen Prozessstufen die Arbeit besonders befähigter Handwerker. Nachdem das Material vermutlich beim Metallschmelzen entdeckt worden war, wurde das Wissen vom Schmelzofenbau auf die besonderen Brennöfen für die hohen Temperaturen übertragen. Bei der Herstellung der Keramikartikel entstanden schnell dünnwandige und komplizierte Gefäße, die von hoher Kunstfertigkeit zeugten. Hinzu kamen aufwändige Verzierungen durch Glasuren, ausgearbeitete oder aufgelegte Reliefgestaltungen sowie aufgesetzte Verzierungen wie kleine Quarzstückchen.
Neben diesem Luxusbedarf gab es praktische Anwendungen aufgrund der hohen chemischen Resistenz, des hohen Schmelzpunktes sowie der großen Festigkeit.
Für die Konservierung von Lebensmitteln war die Resistenz gegen Säuren, wässrige Laugen und Salz ideal gegenüber verbreiteten bleihaltigen Glasuren. Für die Pharmazie sowie die Herstellung chemischer Apparaturen war es vielfach geeigneter als die relativ weichen und niedrig schmelzenden Gläser. Auch Milcherzeugnisse, Getränke wie Bier oder die beliebten Sauerbrunnen wurden in Steinzeugflaschen gehandelt.
Mit der Entwicklung der Industrialisierung im 19. Jahrhundert verlagerte sich die Anwendung zunehmend auf wirtschaftliche Bereiche. Neben chemischen Ausrüstungen und Apparaten wurde Steinzeug auch als Baustoff entdeckt. Man verwendet es als feinkeramische Bodenfliesen und Feinsteinzeug, für Fallrohre im Sanitärbereich sowie als unterirdische Kanalisationsrohre. Im Haushaltsbereich ist es nahezu komplett vom Porzellan verdrängt worden.

## Geschichte
Steinzeug wurde schon vor über tausend Jahren in China, Korea und Japan hergestellt. Viele Gefäße sind mit einer grünlichen Seladonglasur überzogen. In Deutschland wurde Steinzeug um 1300 in Siegburg (→ Siegburger Steinzeug) entwickelt und in der Folge in zahlreichen deutschen (Aachen, Raeren (→ Raerener Steinzeug), Langerwehe, Frechen, Köln (→ Kölner Steinzeug), Waldenburg, Westerwald, Peterskirchen), englischen und französischen Töpferorten und -regionen hergestellt. Im 16. und 17. Jahrhundert erfuhr das Steinzeug durch Reliefauflagen, die man mittels Matrizen nach grafischen Vorlagen herstellte, seinen künstlerischen Höhepunkt. In Raeren und dem Westerwald fertigte man vor allem Zylinderbauchkrüge mit Bildauflagen, unter anderem mit der Susannenlegende oder den Kurfürsten. In Siegburg stellten die Töpfer um die Familie Knütgen Schnellen, zylindrische Trinkkrüge mit hochrechteckigen Auflagen, her. Auch hier herrschen mythologische und religiöse Themen vor. Das bekannteste Produkt aus Frechen war der so genannte Bartmannskrug.
Ab dem frühen 16. Jahrhundert und vor allem in der Zeit um 1580/90 wanderten zahlreiche Töpfer aus dem Rheinland (Raeren, Siegburg) in den Westerwald ab, wonach dieser Teil als Kannenbäckerland bekannt wurde. Dort erfuhr das Töpferhandwerk einen weiteren Aufschwung mit salzglasierter blau-grauer Ware.

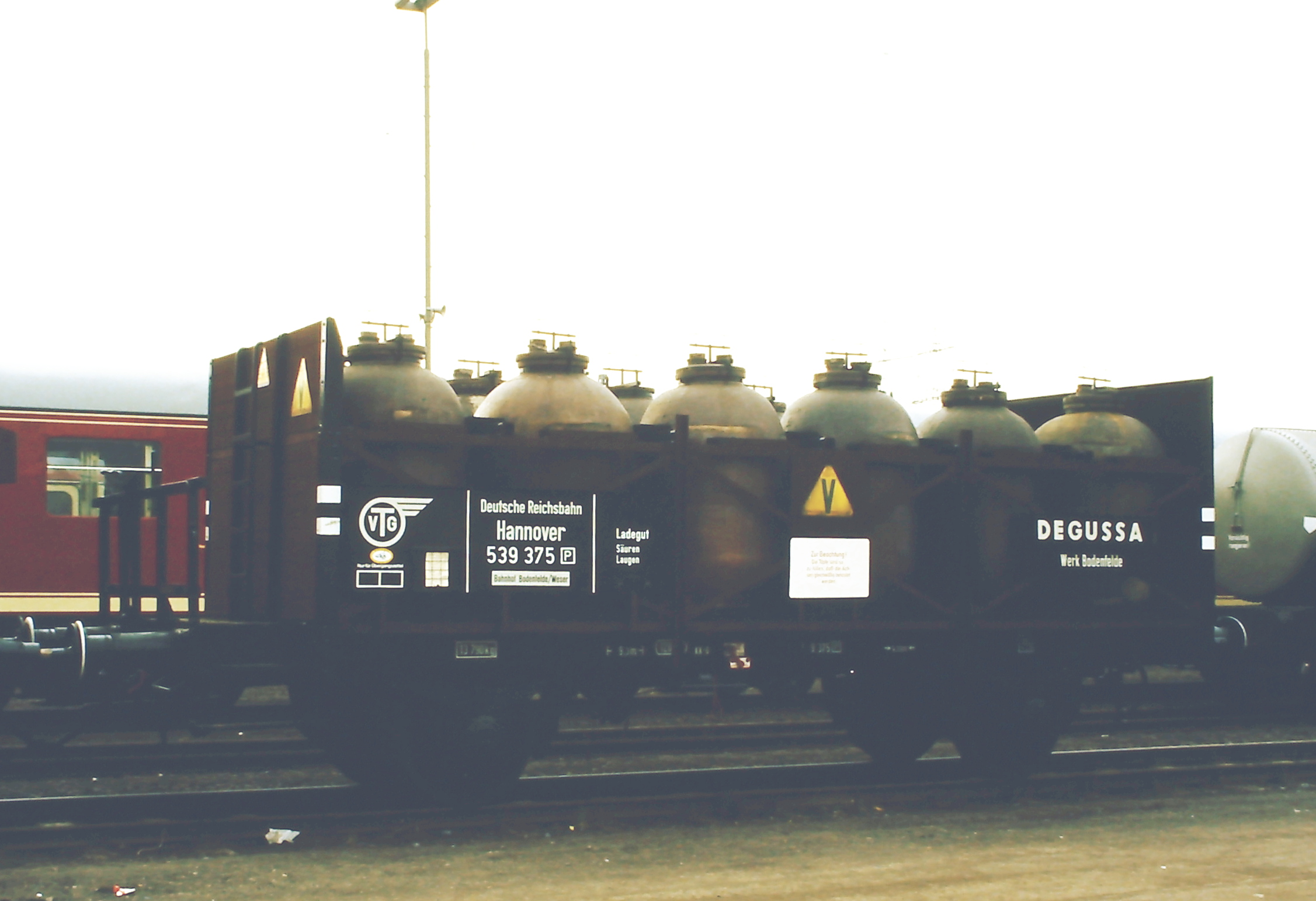
Topfwagen zum Transport von Säuren und Laugen

Die blau-grauen Steinzeuggefäße kamen im 19. und 20. Jahrhundert vor allem in der landwirtschaftlichen Milchwirtschaft, in der Vorratshaltung sowie als Haushaltsgeschirr zum Einsatz. Außerdem dienten sie zur Abfüllung von Lebensmitteln (Essig, Öl oder Senf), Salben oder pharmazeutischen Essenzen. Auch in der Chemie wurden im 19. Jahrhundert gerne Steinzeuggefäße wegen ihrer Säurebeständigkeit benutzt, ehe sie von Glasgefäßen verdrängt wurden. Sogar für den Eisenbahntransport benutzte man sehr große Steinzeugbehälter, die auf Topfwagen montiert waren, da noch keine säurefesten Metallkesselwagen zur Verfügung standen. Bevor man auf dem Oktoberfest Glaskrüge einführte, wurden jährlich Millionen Bierkrüge (Keferloher) extra für das Münchner Spektakel produziert.
Die quantitativ fast ebenso bedeutende Steinzeugproduktion in Sachsen geht bereits auf das 14. Jahrhundert zurück. In der ersten Hälfte des 15. Jahrhunderts wurde in Bautzen die künstlerisch hochwertigste Keramik des europäischen Mittelalters hergestellt. Andere wichtige Töpferorte waren Dippoldiswalde (→ Dippoldiswalder Steinzeug), Hohenleipisch, Muskau, Schmiedeberg, Waldenburg und Bunzlau.
Weitere Töpferzentren für Steinzeug befanden sich in den Ardennen, in Limburg, dem Münsterland und in Hessen.
Dreihäuser Steinzeug ist eine Spezifikation, die ihren Ursprung in Dreihausen, Hessen, hat. Typisch ist die schokoladen- bis rotbraune Engobe. Besondere Gefäßformen sind die Ringelkrüge.